# Tom Mason (amerikaifutball-edző)
Thomas Raymond Mason (Moore, Michigan, 1956. szeptember 22. –) amerikai amerikaifutball-játékos és -edző, 2022-től a Central Michigan Chippewas linebackereinek edzője, 1976–1977-ben a csapat játékosa. 2014-ben az SMU Mustangs ideiglenes vezetőedzője volt.

## Tanulmányai
A Walla Walla-i középiskolában az amerikaifutball-, atlétika- és kosárlabdacsapatok tagja volt. Testnevelés szakos alapdiplomáját a UNR-en, míg tanárképzős mesterdiplomáját a Kelet-washingtoni Egyetemen, edzői pályafutása alatt szerezte.

## Pályafutása
1981 és 1985 között az Eastern Washington Eagles linebackereinek edzője volt, majd a Portland State Vikingsnél Pokey Allen helyettese lett, akit a Boise State Broncoshoz is követett. Utóbbi csapat 1994-ben kijutott az NCAA bajnokságára. 1996-ban az első tíz játékon Mason Allen távolléte alatt ideiglenes vezetőedző volt.
1998-ban a Nevada Wolf Pack védőkoordinátora lett, majd a CFL-ben és XFL-ben töltött idő után 2001-ben a Fresno State Bulldogs linebackereinek edzője, 2008-ban pedig az SMU Mustangs védőkoordinátora lett. 2014-ben a csapat ideiglenes vezetőedzője volt, majd 2015-ben a Hawaii Rainbow Warriors edzője lett, de a szezon végén adminisztratív pozícióba helyezték át.
2018 októberében a Memphis Express, 2019-ben pedig a Houston Roughnecks linebackereinek edzője lett.
2022 januárjában a Central Michigan Chippewasnál Jim McElwain helyettese lett.

## Eredményei vezetőedzőként
| Év                                          | Eredmény                                  | Eredmény                                  | Helyezés                                  |
| Év                                          | Összesített                               | Konferencia                               | Helyezés                                  |
| Boise State Broncos (Big West Conference)   | Boise State Broncos (Big West Conference) | Boise State Broncos (Big West Conference) | Boise State Broncos (Big West Conference) |
| ------------------------------------------- | ----------------------------------------- | ----------------------------------------- | ----------------------------------------- |
| 1996                                        | 1–9                                       | 0–3                                       | –                                         |
| SMU Mustangs (American Athletic Conference) |                                           |                                           |                                           |
| 2014                                        | 1–9                                       | 1–7                                       | T–10                                      |
| Összesen:                                   | 2–18                                      | –                                         | –                                         |

## Fordítás
- Ez a szócikk részben vagy egészben  a   Tom Mason (American football) című angol Wikipédia-szócikk ezen változatának fordításán alapul.  Az eredeti cikk szerkesztőit annak laptörténete sorolja fel. Ez a jelzés csupán a megfogalmazás eredetét és a szerzői jogokat jelzi, nem szolgál a cikkben szereplő információk forrásmegjelöléseként.